# Willy Bühe
Willy Franz Paul Johann Bühe (Mölln, 2 maart 1902 - onbekend) was een Duitse politiebeambte. Bühe was als Judensachbearbeiter bij de Sicherheitsdienst in Arnhem verantwoordelijk voor de deportatie en opsporing van Joden in Gelderland en Overijssel.

## Levensloop
Bühe groeide op in Mölln en verhuisde in 1923 naar Hamburg, waar hij toetrad tot het politiekorps. Waarschijnlijk bleef hij tot 1940 lid van de Hamburgse politie. In mei 1940 maakte hij deel uit van een einsatzkommando van de Sicherheitsdienst en Sicherheitspolizei onder leiding van Walter Schlette. Het einsatzkommando van Bühe vestigde zich in Arnhem en vormde de basis van de Arnhemse Ausenstelle van de Sicherheitsdienst in Arnhem (in Nederland had de SD vier Ausenstelles en een hoofvestiging in Den Haag). 
In 1941 werd Bühe benoemd tot Judensachbearbeiter en was vanaf september 1941 verantwoordelijk was voor Joden in Gelderland die zich niet aan de anti-joodsemaatregelen hielden. Bühe speelde een rol bij de razzia op Gelderse Joden in de nacht van 7 op 8 oktober 1941 en bij grote razzia's op Joden in Nijmegen en Arnhem in het najaar van 1942, waarbij de slachtoffers naar Kamp Westerbork en Kamp Vught werden overgebracht. Bühe gaf in maart 1943 samen met Jacob Eduard Feenstra persoonlijk leiding aan een razzia in Eibergen, waarbij tientallen Joodse onderduikers gepakt werden. In vergelijking met andere SD'ers was Bühe spaarzaam in het toepassen van fysiek geweld op arrestanten die voor hem verschenen, zoals Joodse onderduikers en onderduikgevers.
De SD in Den Haag nam in juni 1944 de taken van de Ausenstelle Arnhem over. Na de Slag om Arnhem verhuisde de SD naar Velp. Bühe werd op 16 april 1945 gearresteerd en zat vast in de strafgevangenis in Arnhem. In november 1948 werd hij vrijgelaten zonder berecht te zijn. De procureur-fiscaal Fikkert verwachtte dat te op te leggen straf de tijd dat Bühe al vastzat niet zou overschrijden. Over het verdere leven van Bühe is niets bekend.

## Persoonlijk
Bühe was getrouwd en vader van twee kinderen.